# لیلیت هاروتیونیان (ورزشکار)
لیلیت هاروتیونیان (به ارمنی: Լիլիթ Հարությունյան); (به انگلیسی: Lilit Harutyunyan) زاده ۴ آوریل ۱۹۹۳ در گیومری) یک ورزشکار دو و میدانی اهل ارمنستان است که در رشته دو ۴۰۰ متر بامانع رقابت می‌کند. وی در بازی‌های المپیک تابستانی ۲۰۱۶ به رقابت پرداخت.

## رکوردهای شخصی
| رشته            | رتبه | نتیجه   | تاریخ         | مکان     |
| --------------- | ---- | ------- | ------------- | -------- |
| ۴۰۰ متر         | ۲    | ۵۶٫۹۰s  | ۱۶ مه ۲۰۱۵    | آرتاشات  |
| ۱۵۰۰ متر        | ۱۰   | ۴:۵۱٫۹۵ | ۲۲ ژوئن ۲۰۱۴  | تفلیس    |
| ۴۰۰ متر با مانع | 1    | ۵۶٫۱۵s  | ۲۹ مه ۲۰۱۶    | آرتاشات  |
| ۸۰۰ متر         | ۵    | ۲:۰۹٫۷۰ | ۲۷ فوریه ۲۰۱۶ | استانبول |